# Nicholas DiOrio
Nicholas DiOrio (Morgan, Amerikai Egyesült Államok, 1922. november 26. – 2003. szeptember 11.) olasz származású amerikai labdarúgó, csatár.

## Karrierje
A gyerekkorában kiválóan kosárlabdázó DiOrio első komolyabb futballeredménye egy U19-es bajnoki cím volt az Avella Juniors nevű csapattal.
Felnőttkarrierjét a Morgan Strasser csapatában kezdte, amellyel volt olyan időszak, amikor egymás után háromszor is kupadöntőbe jutott. Ebből egyet, az 1943-asat nyerte meg a Stasser, a Santa Maria ellen. 1946-ban a Pittsburgh Strasserhez igazolt, majd egy évvel később a Chicago Vikingshez, mindkét utóbbi gárda a North American Soccer Football League-ben játszott. Miután a bajnokság 1947-ben megszűnt, DiOrio szeptemberben visszatért a Morgan Strasserhez. 1949-ben a Harmarville Hurricanes játékosa lett, mellyel 1952-ben ismét kupagyőzelmet ünnepelhetett. Pályafutását a Pittsburh Beadlingben fejezte be 1959-ben.
Az amerikai válogatottal elutazott az 1950-es vb-re, ott azonban nem lépett pályára.
1976-ban, csapattársaival együtt bekerült az amerikai labdarúgó-hírességek csarnokába.